# مويزفيل

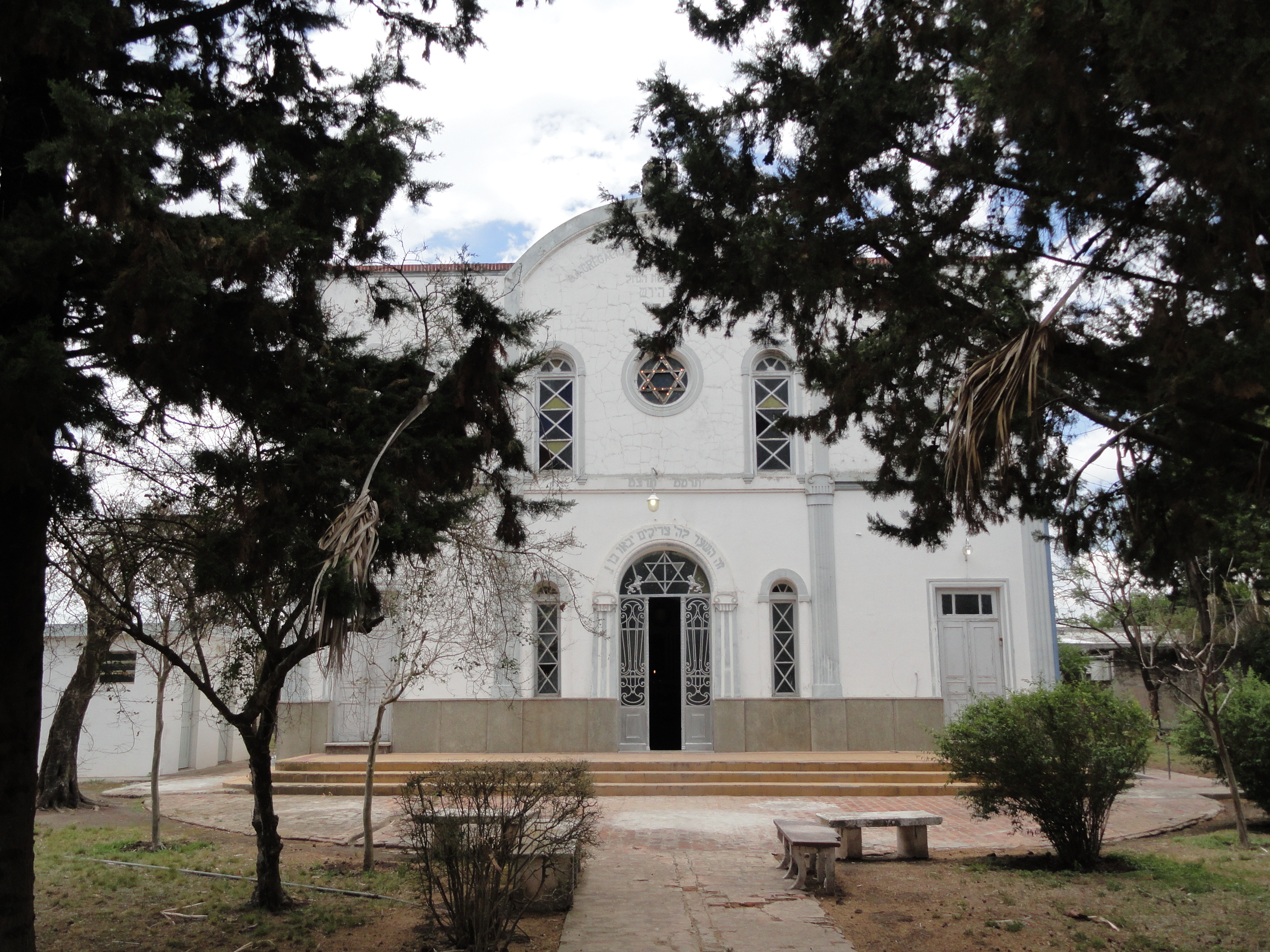

مويزفيل هي بلدة صغيرة في محافظة سانتا في، الأرجنتين، أسسها يهود من روسيا و‌شرق أوروبا في 23 أكتوبر 1889 هرباً من المذابح والاضطهاد. وكان الاسم الأصلي للبلدة هو كريات موشيه ("قرية موسى بالعبرية") تكريماً للبارون موريس موشيه هيرش. تبعد البلدة عن مركز المحافظة 177 كـم (110 ميل) و616 كـم (383 ميل) عن بوينس آيرس. بلغ عدد سكانها 2،572 نسمة حسب تعداد 2001. تأسست القرية من قبل مجموعة من المستعمرين اليهود الروس الذين وصلوا في أغسطس عام 1889 على متن سفينة إس إس فيزر من كاميانيتس-بوديلسكي، أوكرانيا.

## روابط خارجية
- الاستيطان (مشاريع – الصهيونية خارج فلسطين)